# オーバーホーフ
オーバーホーフ（ドイツ語: Oberhof）はドイツ、テューリンゲン州のシュマルカルデン＝マイニンゲン郡にある町である。テューリンゲンの森の高台に位置し、ウィンタースポーツが盛んなことで知られる。主な収入源が観光産業であり、観光客は年に10万人を越す。エアフルト、ヴァイマルに次ぐテューリンゲンの観光地となっている。

## 歴史
- 1470年 - 文書で初めて言及される。
- 1884年 - 鉄道が開通する。
- 1906年 - 初めてボブスレー用コースとスキーのジャンプ台が設置される。
- 1931年 - 2人乗りボブスレー世界選手権、1931年ノルディックスキー世界選手権
- 1973年 - FILリュージュ世界選手権
- 1979年 - FILリュージュヨーロッパ選手権
- 1985年 - FILリュージュ世界選手権
- 1998年 - FILリュージュヨーロッパ選手権
- 2004年 - バイアスロン世界選手権、FILリュージュヨーロッパ選手権
- 2008年 - FILリュージュ世界選手権
- 2009年 - スキートンネルが完工。

## 姉妹都市
- ヴィンターベルク ノルトライン・ヴェストファーレン州
- バート・ノイシュタット・アン・デア・ザーレ バイエルン州
- リレハンメル ノルウェー